# كونواي (ماساتشوستس)
كونواي (بالإنجليزية: Conway, Massachusetts)‏ هي بلدة أمريكية تقع في الولايات المتحدة في مقاطعة فرانكلين (ماساتشوستس). يقدر عدد سكانها بـ 1,897 نسمة ومساحتها 98.1 كم2 وترتفع عن سطح البحر 189 متر.

## أعلام
- موسى هايدن
- هارفي رايس
- ريتشارد بوند
- كاليب رايس
- لينكولن كلارك